# Roger Huerta
Roger Huerta (20 de mayo de 1983) es un peleador estadounidense de artes marciales mixtas. Inicialmente ganó popularidad al competir en la categoría de peso ligero en Ultimate Fighting Championship y luego en Bellator MMA.

## Carrera en artes marciales mixtas

### Ultimate Fighting Championship
Huerta debutó en UFC el 23 de septiembre de 2006 contra Jason Dent en UFC 63. Huerta ganó la pelea por decisión unánime. Tras el evento, ambos peleadores ganaron el premio a la Pelea de la Noche.
En su segundo combate, Huerta se enfrentó a John Halverson el 3 de febrero de 2007 en UFC 67. Huerta ganó la pelea por nocaut técnico a los 19 segundos.
Huerta se enfrentó a Leonard García el 7 de abril de 2007 en UFC 69. Huerta ganó la pelea por decisión unánime. Tras el evento, ambos peleadores ganaron el premio a la Pelea de la Noche.
El 23 de junio de 2007, Huerta se enfrentó a Doug Evans en The Ultimate Fighter 5 Finale. Huerta ganó la pelea por nocaut técnico en la segunda ronda.
Huerta se enfrentó a Alberto Crane el 25 de agosto de 2007 en UFC 74. Huerta ganó la pelea por nocaut técnico en la tercera ronda.
El 8 de diciembre de 2007, Huerta se enfrentó a Clay Guida en The Ultimate Fighter 6 Finale. Huerta ganó la pelea por sumisión en la tercera ronda. Tras el evento, ambos peleadores ganaron el premio a la Pelea de la Noche, siendo finalmente la Pelea del Año 2007.
El 9 de agosto de 2008, Huerta se enfrentó a Kenny Florian en UFC 87 donde perdió por decisión unánime.
Huerta se enfrentó a Gray Maynard el 16 de septiembre de 2009 en UFC Fight Night 19 en lo que sería su última pelea con la UFC. Huerta perdió la pelea por decisión dividida.

### ONE Championship
Huerta firmó con ONE Championship en 2012. Debutó ante Zorobabel Moreira el 23 de junio con el que perdió por nocaut en la segunda ronda.
En su segundo combate, Huerta se enfrentó a Christian Holley el 29 de agosto de 2014. Huerta ganó la pelea por nocaut técnico en la primera ronda.
Para su tercer combate, Huerta se enfrentó a Koji Ando el 27 de septiembre de 2015. Huerta perdió la pelea por decisión unánime.

## Campeonatos y logros
- Ultimate Fighting Championship
  - Pelea de la Noche (Tres veces)

## Récord en artes marciales mixtas
| Resultado     | Récord      | Oponente          | Método                             | Evento                                 | Fecha                    | Ronda | Tiempo | Localización            | Notas                                                            |
| ------------- | ----------- | ----------------- | ---------------------------------- | -------------------------------------- | ------------------------ | ----- | ------ | ----------------------- | ---------------------------------------------------------------- |
| Derrota       | 24–11–1 (1) | Patricky Freire   | KO (golpe)                         | Bellator 205                           | 21 de septiembre de 2018 | 2     | 0:43   | Boise, Idaho            |                                                                  |
| Derrota       | 24–10–1 (1) | Benson Henderson  | Sumisión (guillotine choke)        | Bellator 196                           | 6 de abril de 2018       | 2     | 0:49   | Budapest                |                                                                  |
| Victoria      | 24–9–1 (1)  | Hayder Hassan     | Descalificación (codazos ilegales) | Phoenix FC 4                           | 22 de diciembre de 2017  | 2     | 0:55   | Dubái                   |                                                                  |
| Victoria      | 23–9–1 (1)  | Adrian Pang       | Decisión (dividida)                | ONE 49: Defending Honor                | 11 de noviembre de 2016  | 3     | 5:00   | Kallang                 |                                                                  |
| Derrota       | 22–9–1 (1)  | Ariel Sexton      | Sumisión (strikes)                 | ONE Championship: Dynasty of Champions | 2 de julio de 2016       | 3     | 3:53   | Anhui                   |                                                                  |
| Derrota       | 22–8–1 (1)  | Koji Ando         | Decisión (unánime)                 | ONE Championship: Odyssey of Champions | 27 de septiembre de 2015 | 3     | 5:00   | Yakarta                 |                                                                  |
| Victoria      | 22–7–1 (1)  | Christian Holley  | TKO (golpes)                       | ONE FC: Reign of Champions             | 29 de agosto de 2014     | 1     | 3:13   | Dubái                   |                                                                  |
| Derrota       | 21–7–1 (1)  | Zorobabel Moreira | KO (patada de fútbol)              | ONE FC: Destiny of Warriors            | 23 de junio de 2012      | 2     | 3:53   | Kuala Lumpur            |                                                                  |
| Derrota       | 21–6–1 (1)  | War Machine       | TKO (golpes)                       | UWF 1: Huerta vs. War Machine          | 26 de noviembre de 2011  | 3     | 3:09   | Pharr, Texas            | Peso wélter.                                                     |
| Derrota       | 21–5–1 (1)  | Eddie Alvarez     | TKO (parada médica)                | Bellator 33                            | 21 de octubre de 2010    | 2     | 5:00   | Filadelfia, Pensilvania | Pelea sin título en juego.                                       |
| Derrota       | 21–4–1 (1)  | Pat Curran        | Decisión (unánime)                 | Bellator 17                            | 6 de mayo de 2010        | 3     | 5:00   | Boston, Massachusetts   |                                                                  |
| Victoria      | 21–3–1 (1)  | Chad Hinton       | Sumisión (kneebar)                 | Bellator 13                            | 8 de abril de 2010       | 3     | 0:56   | Hollywood, Florida      |                                                                  |
| Derrota       | 20–3–1 (1)  | Gray Maynard      | Decisión (dividida)                | UFC Fight Night: Diaz vs. Guillard     | 16 de septiembre de 2009 | 3     | 5:00   | Oklahoma City, Oklahoma |                                                                  |
| Derrota       | 20–2–1 (1)  | Kenny Florian     | Decisión (unánime)                 | UFC 87                                 | 9 de agosto de 2008      | 3     | 5:00   | Mineápolis, Minnesota   |                                                                  |
| Victoria      | 20–1–1 (1)  | Clay Guida        | Sumisión (rear-naked choke)        | The Ultimate Fighter 6 Finale          | 8 de diciembre de 2007   | 3     | 0:51   | Las Vegas, Nevada       | Pelea de la Noche; Pelea del Año (2007).                         |
| Victoria      | 19–1–1 (1)  | Alberto Crane     | TKO (golpes)                       | UFC 74                                 | 25 de agosto de 2007     | 3     | 1:50   | Las Vegas, Nevada       |                                                                  |
| Victoria      | 18–1–1 (1)  | Doug Evans        | TKO (golpes)                       | The Ultimate Fighter 5 Finale          | 23 de junio de 2007      | 2     | 3:30   | Las Vegas, Nevada       |                                                                  |
| Victoria      | 17–1–1 (1)  | Leonard Garcia    | Decisión (unánime)                 | UFC 69                                 | 7 de abril de 2007       | 3     | 5:00   | Houston, Texas          | Pelea de la Noche.                                               |
| Victoria      | 16–1–1 (1)  | John Halverson    | TKO (golpes)                       | UFC 67                                 | 3 de febrero de 2007     | 1     | 0:19   | Las Vegas, Nevada       |                                                                  |
| Victoria      | 15–1–1 (1)  | Jason Dent        | Decisión (unánime)                 | UFC 63                                 | 23 de septiembre de 2006 | 3     | 5:00   | Anaheim, California     | Pelea de la Noche.                                               |
| Victoria      | 14–1–1 (1)  | Joe Camacho       | TKO (golpes)                       | Raze MMA" Fight Night                  | 29 de abril de 2006      | 2     | 2:43   | San Diego, California   |                                                                  |
| Victoria      | 13–1–1 (1)  | Dan Swift         | TKO (golpes)                       | Extreme Challenge 66                   | 17 de febrero de 2006    | 2     | 0:51   | Medina, Minnesota       |                                                                  |
| Victoria      | 12–1–1 (1)  | Lee King          | Sumisión (rear-naked choke)        | IFC: Rumble on the Rio 2               | 15 de octubre de 2005    | 1     | 0:50   | Texas                   |                                                                  |
| Victoria      | 11–1–1 (1)  | Matt Wiman        | Decisión (unánime)                 | FFC 15: Fiesta Las Vegas               | 14 de septiembre de 2005 | 3     | 5:00   | Medina, Minnesota       |                                                                  |
| Victoria      | 10–1–1 (1)  | Brad Blackburn    | TKO (parada del equipo)            | IFC: Rock N' Rumble                    | 30 de julio de 2005      | 3     | 2:19   | Texas                   |                                                                  |
| Sin resultado | 9–1–1 (1)   | Melvin Guillard   | Sin resultado                      | Freestyle Fighting Championship 14     | 5 de marzo de 2005       | 3     | 5:00   | Biloxi, Misisipi        | Guillard se engrasaba entre rondas.                              |
| Victoria      | 9–1–1       | Kenny Jerrell     | TKO (golpes)                       | Freestyle Fighting Championship 14     | 5 de marzo de 2005       | 1     | 2:15   | Biloxi, Misisipi        |                                                                  |
| Victoria      | 8–1–1       | Steve Kinnison    | Sumisión (rear-naked choke)        | Freestyle Fighting Championship 14     | 5 de marzo de 2005       | 2     | 2:57   | Biloxi, Misisipi        |                                                                  |
| Victoria      | 7–1–1       | Naoyuki Kotani    | TKO (golpes)                       | Xtreme Fighting Organization 4         | 3 de diciembre de 2004   | 1     | 1:29   | Lakemoor, Illinois      |                                                                  |
| Victoria      | 6–1–1       | Jake Short        | Sumisión (rear-naked choke)        | Extreme Challenge 60                   | 12 de noviembre de 2004  | 3     | 0:37   | Medina, Minnesota       |                                                                  |
| Victoria      | 5–1–1       | Matt Brady        | TKO (golpes)                       | Extreme Challenge 59                   | 24 de septiembre de 2004 | 1     | 3:12   | Medina, Minnesota       |                                                                  |
| Derrota       | 4–1–1       | Ryan Schultz      | Sumisión (verbal)                  | SuperBrawl 36                          | 18 de junio de 2004      | 1     | 1:47   | Honolulu, Hawái         | Huerta sufrió una fractura de mandíbula y verbalmente se rindió. |
| Victoria      | 4–0–1       | Mike Aina         | Decisión (dividida)                | SuperBrawl 36                          | 18 de junio de 2004      | 3     | 3:00   | Honolulu, Hawái         |                                                                  |
| Victoria      | 3–0–1       | Harris Sarmiento  | TKO (golpes)                       | SuperBrawl 36                          | 18 de junio de 2004      | 3     | 2:12   | Honolulu, Hawái         |                                                                  |
| Empate        | 2–0–1       | Joe Jordan        | Empate                             | Extreme Challenge 56                   | 26 de marzo de 2004      | 3     | 3:00   | Medina, Minnesota       |                                                                  |
| Victoria      | 2–0         | Jeff Carlson      | TKO (golpes)                       | EC – Best of the Best 2 – Day Event    | 2 de agosto de 2003      | 2     | 4:52   | Anoka, Minnesota        |                                                                  |
| Victoria      | 1–0         | Shane Lavafor     | TKO (golpes)                       | EC – Best of the Best 2 – Day Event    | 2 de agosto de 2003      | 1     | 2:12   | Anoka, Minnesota        |                                                                  |